# استبانة (تصوير)

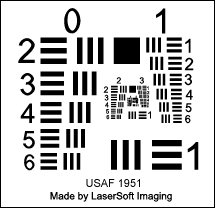
لوحة استبانة نوع SilverFast Target USAF 1951 لقياس الاستبانة.

استبانة التصوير هي قدرة عدسة أو فيلم أو حساس رقمي على إظهار أصغر تفاصيل للشيء المزمع أو الذي تم تصويره.

## تعيين الاستبانة

### نظرية
لغرض تعيين استبانة كاميرا أو جهاز تصوير تجرى صور اختبارية على متوازيات خطية ،وهي تكون عادة أبيض- وأسود أو تكون على الأقل ذات لون واحد. ويتم التصوير بواسطة فيلم بحيث يلتقط شريط الخطوط المتوازية السوداء مع تضييق متتالي لتلك الخطوط . ويُعين وضوح تلك الخطوط التي تتناقص المسافات بينها.
ويتم ذلك بعد عدد الخطوط المتوازية لكل مليمتر التي تم تصويرها ويمكن التعرف عليها. بذلك يتم تقدير الاستبانة بالنسبة للأبيض والأسود ، ولكن لا يعني ذلك أن نفس الاستبانة تنطبق في خالة خطوط ملونة . تعين الاستبانة للألوان بواسطة ما يسمى نماذج راوشن .
نماذج لتعيين مقدار استبانة عدسات أو أفلام أو حساسات 

### عمليا
طالما أمكن التفرقة بين الخطوط (انفصالها) فإنها تحتسب على الرغم من كونها منغبشة أو مختلة.
ولهذا يعرّف حد للقبول عند استخدام طريقة للقياس ، وفيه تحدد عدد الاختلالات التي يمكن قبولها ( من جهة الوضوح ، والشوشرة ، والتباين ، وغيرها).

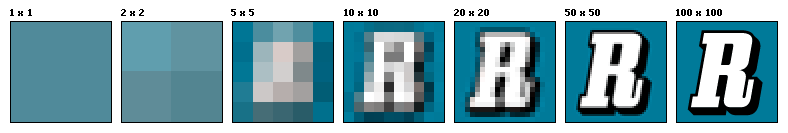
توضيح استبانة البكسلة.